# Медвежье (озеро, Беломорский район)
Медвежье — озеро на территории Сосновецкого сельского поселения Беломорского района Республики Карелии.

## Общие сведения
Площадь озера — 5,9 км², площадь водосборного бассейна — 98,5 км². Располагается на высоте 106,8 метров над уровнем моря.
Форма озера лопастная, продолговатая: оно вытянуто с северо-запада на юго-восток. Берега изрезанные, преимущественно заболоченные.
Через озеро протекает ручей Смоливый, выше течением протекающий озеро Керваярви и втекающий в реку Тунгуду, впадающую в реку Нижний Выг.
В озере не менее десятка безымянных островов различной площади, однако их количество может варьироваться в зависимости от уровня воды.
Код объекта в государственном водном реестре — 02020001311102000008807.